# Alexej von Jawlensky
Alexej Georgewitsch von Jawlensky (Torzhok, 13 de Março de 1864 – Wiesbaden, 15 de Março de 1941) foi o mais célebre pintor expressionista russo, embora a sua carreira artística se tenha desenrolado praticamente na Alemanha, onde integrou um grupo de artistas denominado Der Blaue Reiter.

## Biografia
Nascido em uma família de rígidas tradições militares, ele começou sua carreira como oficial alcançando o posto de Capitão da Guarda Imperial de São Petersburgo. Aos 32 anos, porém, ele entende que esse não é o seu caminho. Ele deixou o exército para estudar pintura, mas agora intolerante com regras e convenções, ele também abandonou a Academia Russa de Belas Artes em São Petersburgo e começou a viajar pela Europa.
Em 1896, juntamente com Marianne von Werefkin, mudou-se para Schwabing, o bairro dos artistas de Munique, onde conheceu Vasilij Kandinskij e onde se juntou ao Neue Künstlervereinigung München. Foi membro do Blaue Reiter, grupo de artistas formado em 1911 por iniciativa de Kandinsky e Franz Marc, que também incluía Paul Klee e August Macke. Com a eclosão da guerra mundial, ele se aposentou na Suíça. A partir de 1922 viveu em Wiesbaden; em 1929 começaram as primeiras doenças físicas devidas à artrite reumatoide. Em 1930, ele pediu para ter a nacionalidade alemã, que obteve em 1934. A partir de 1937 não pode mais pintar, mas seu nome entra na lista de artistas que o regime nazista tachará de arte degenerada.
Como Marianne von Werefkin, Kandinsky e Klee, ele era um seguidor da Teosofia.

## Obras selecionadas

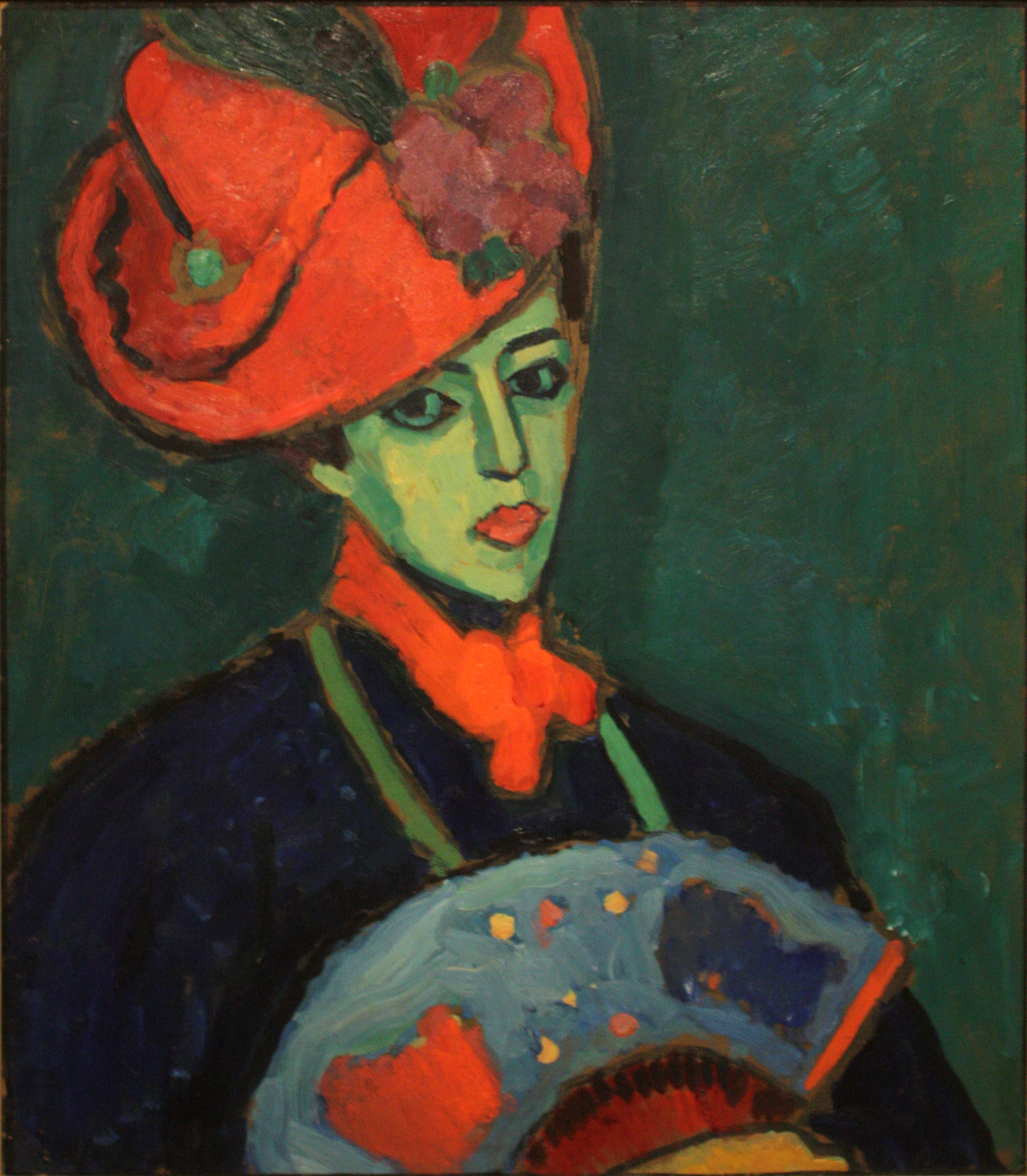
Schokko com chapéu vermelho, 1909
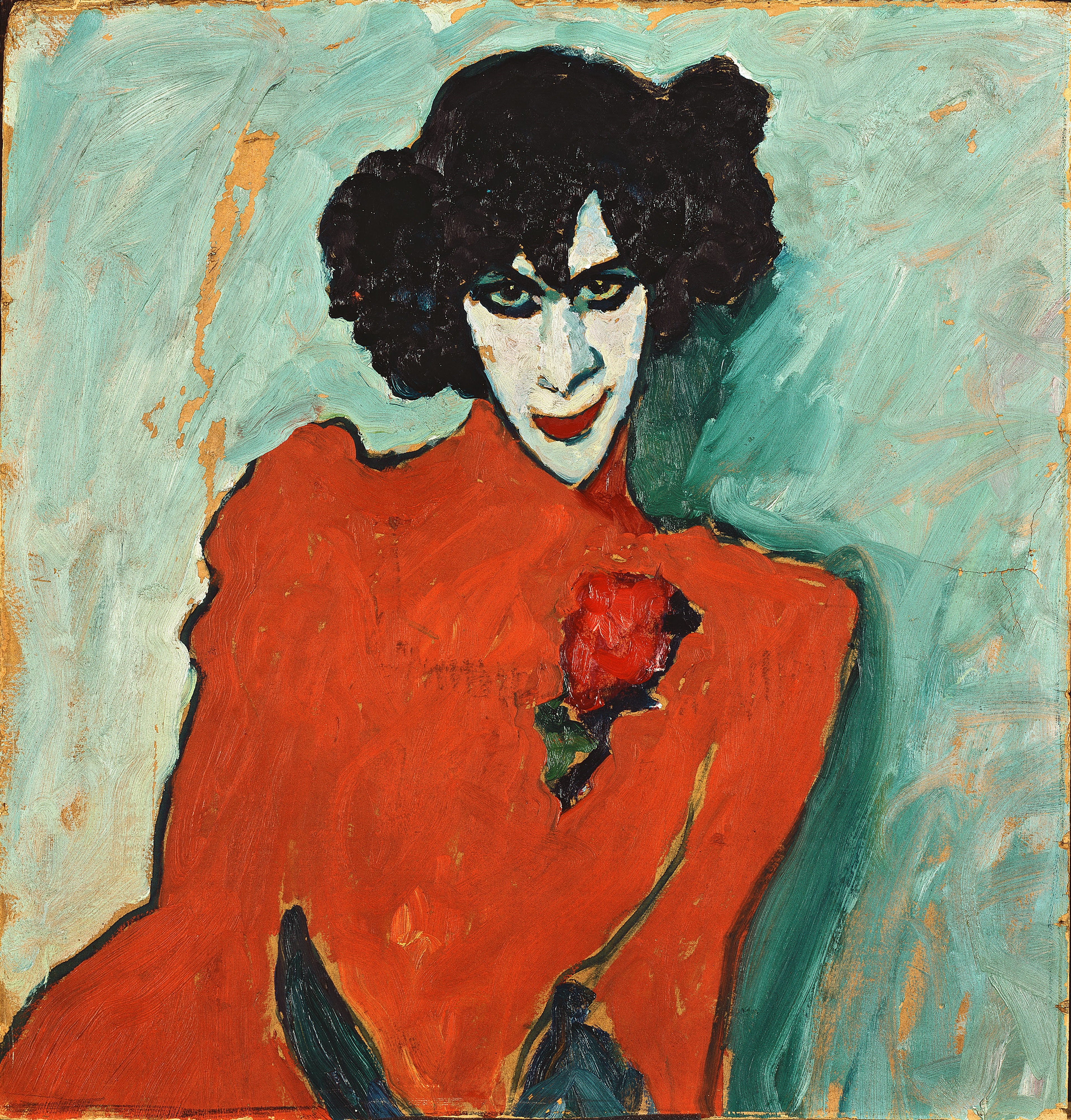
Retrato de Alexander Sakharoff, 1909
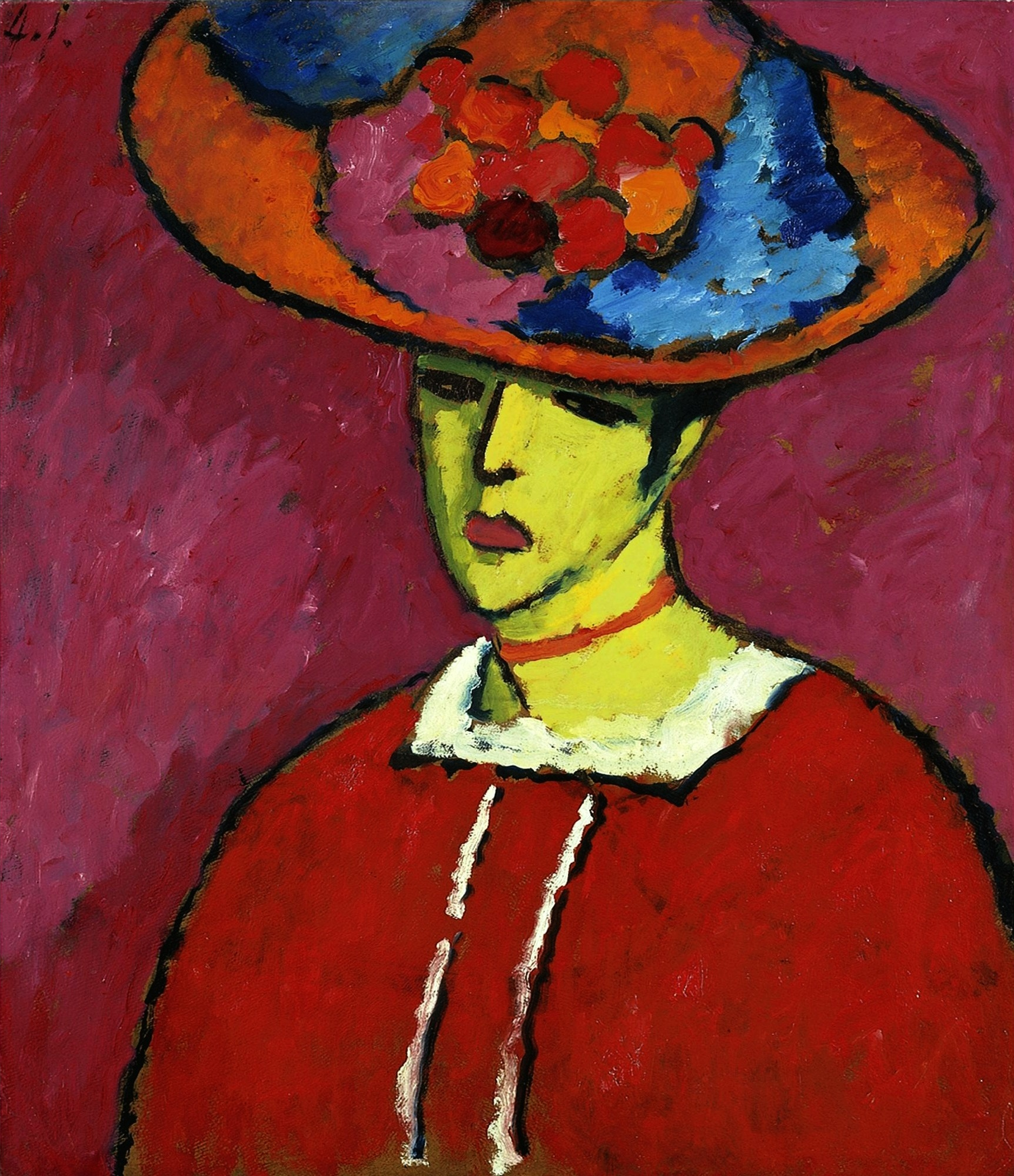
Schokko com chapéu de abas largas, 1910
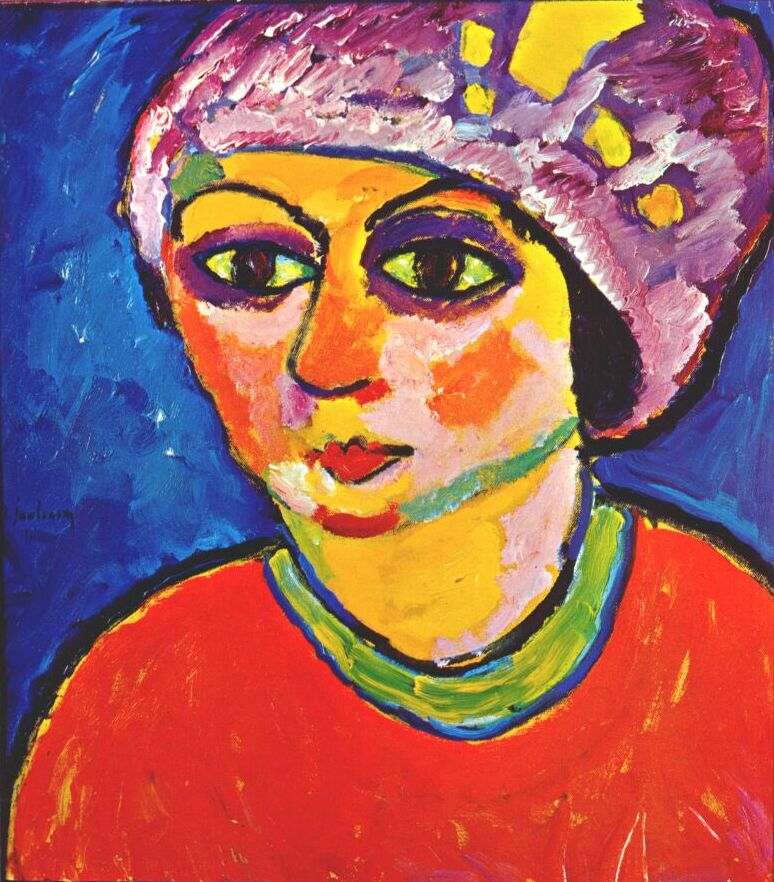
Turbante Violeta, 191
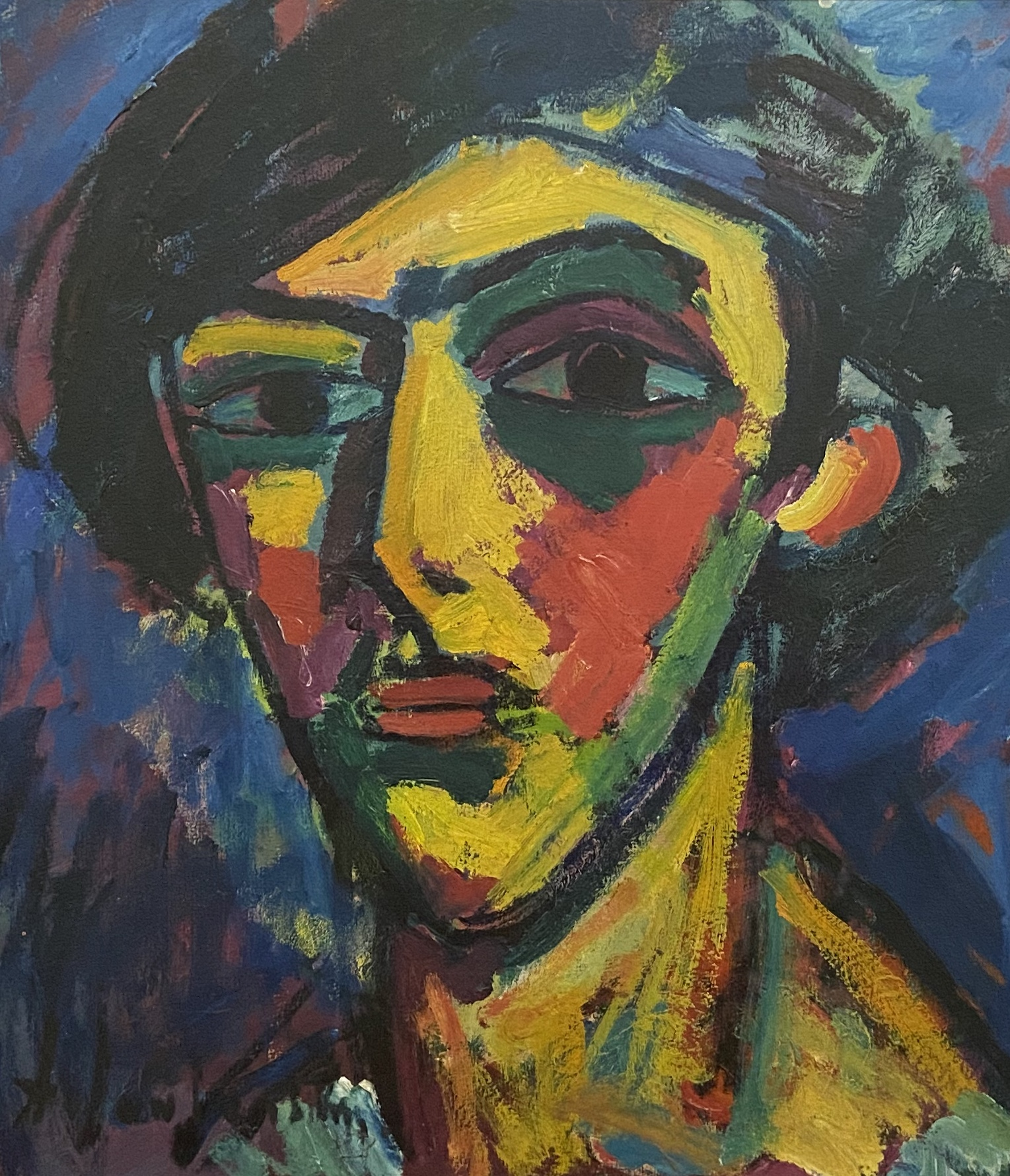
Cabeça de um jovem, 1911
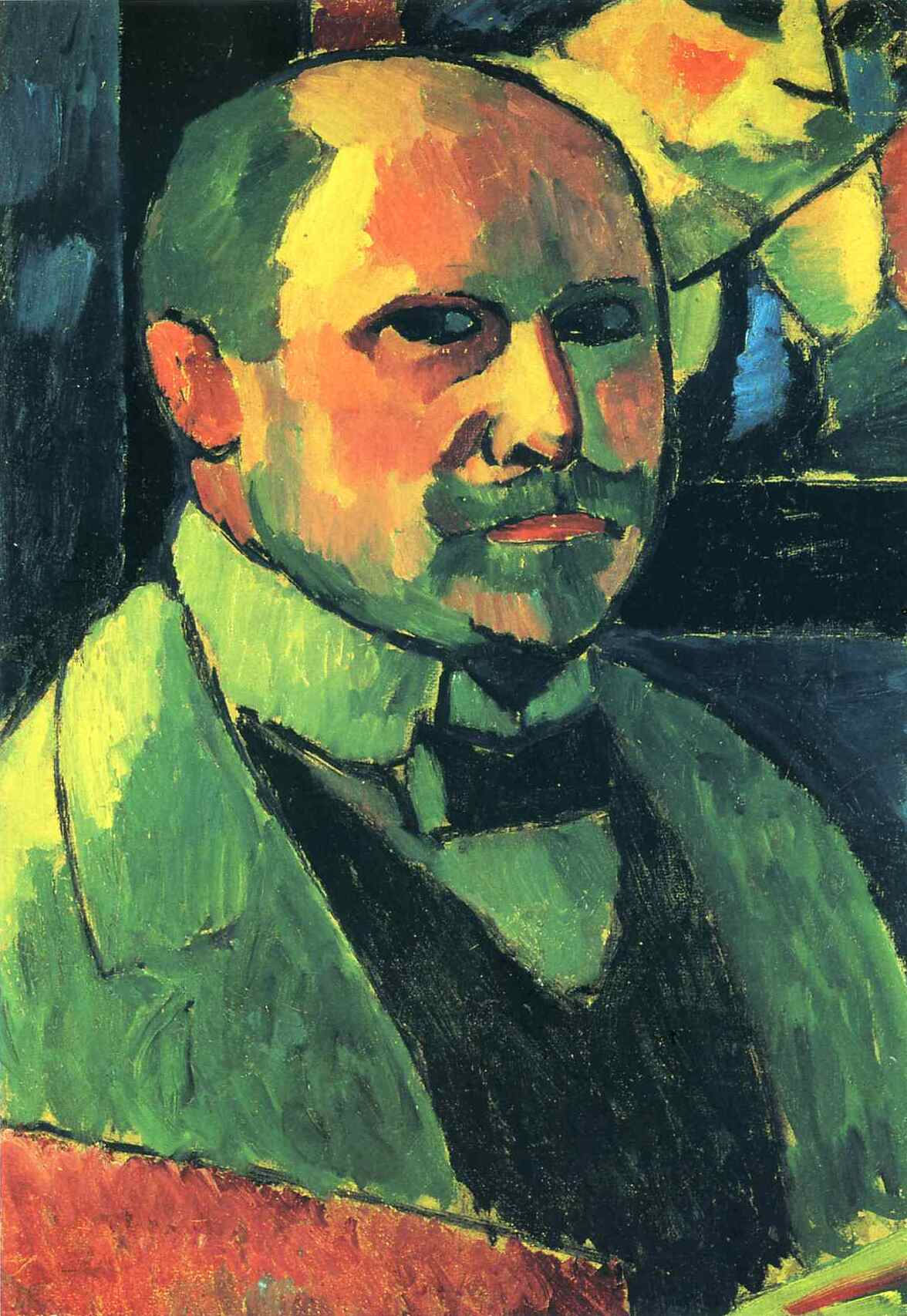
Auto-Retrato, 1912
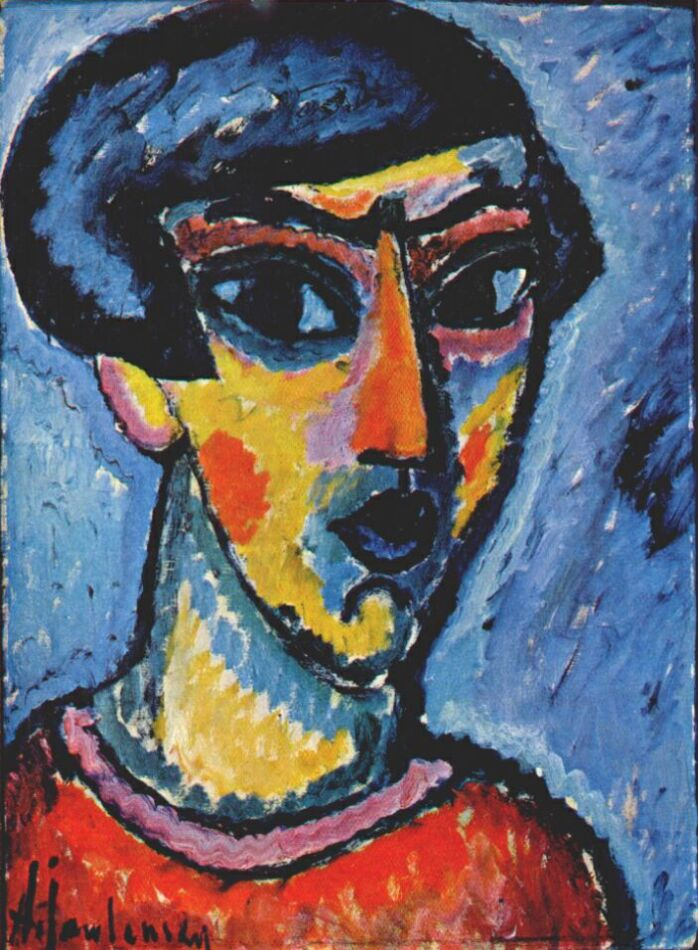
Cabeça de azul, 1912
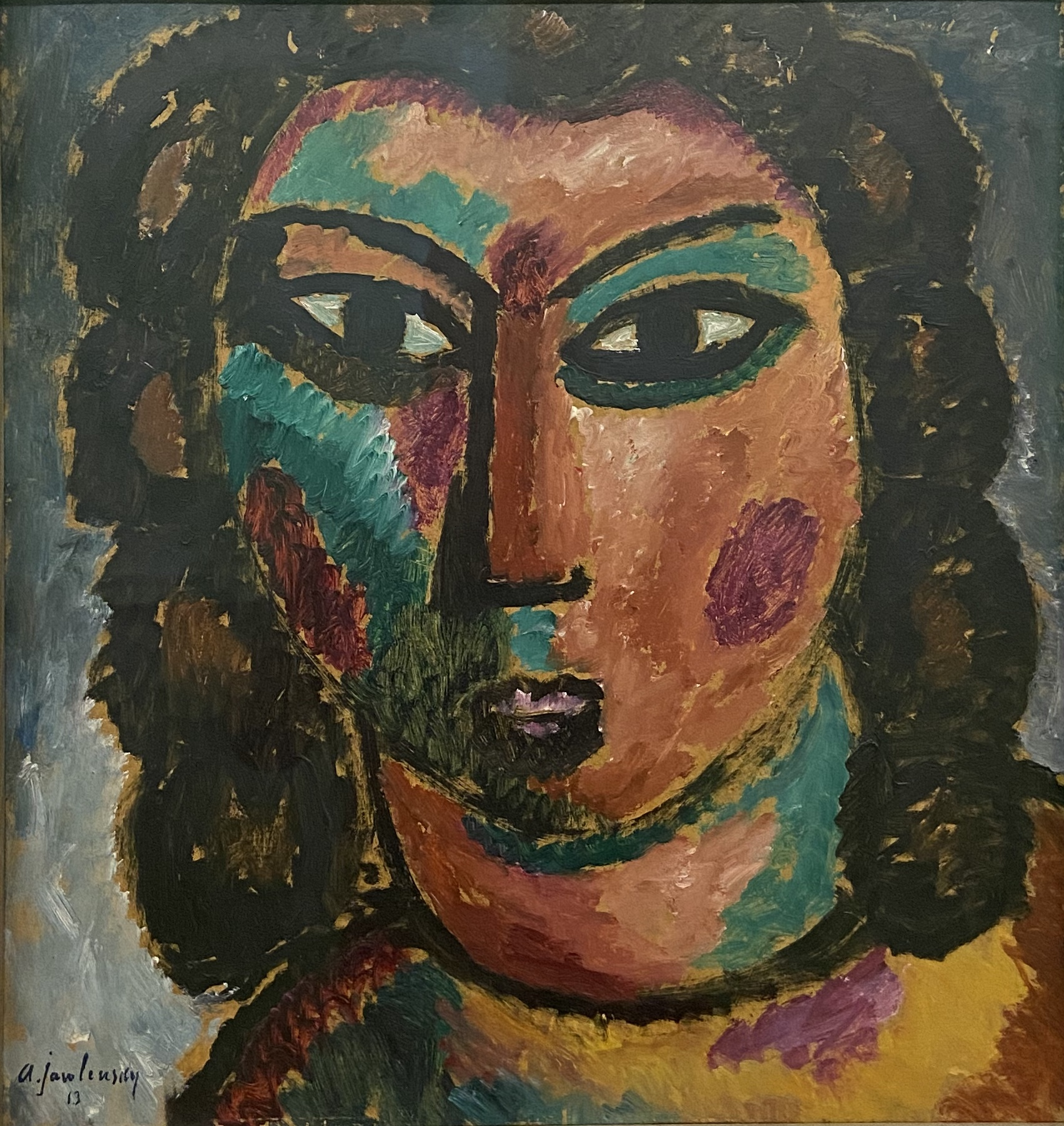
Cachos castanhos, 1913
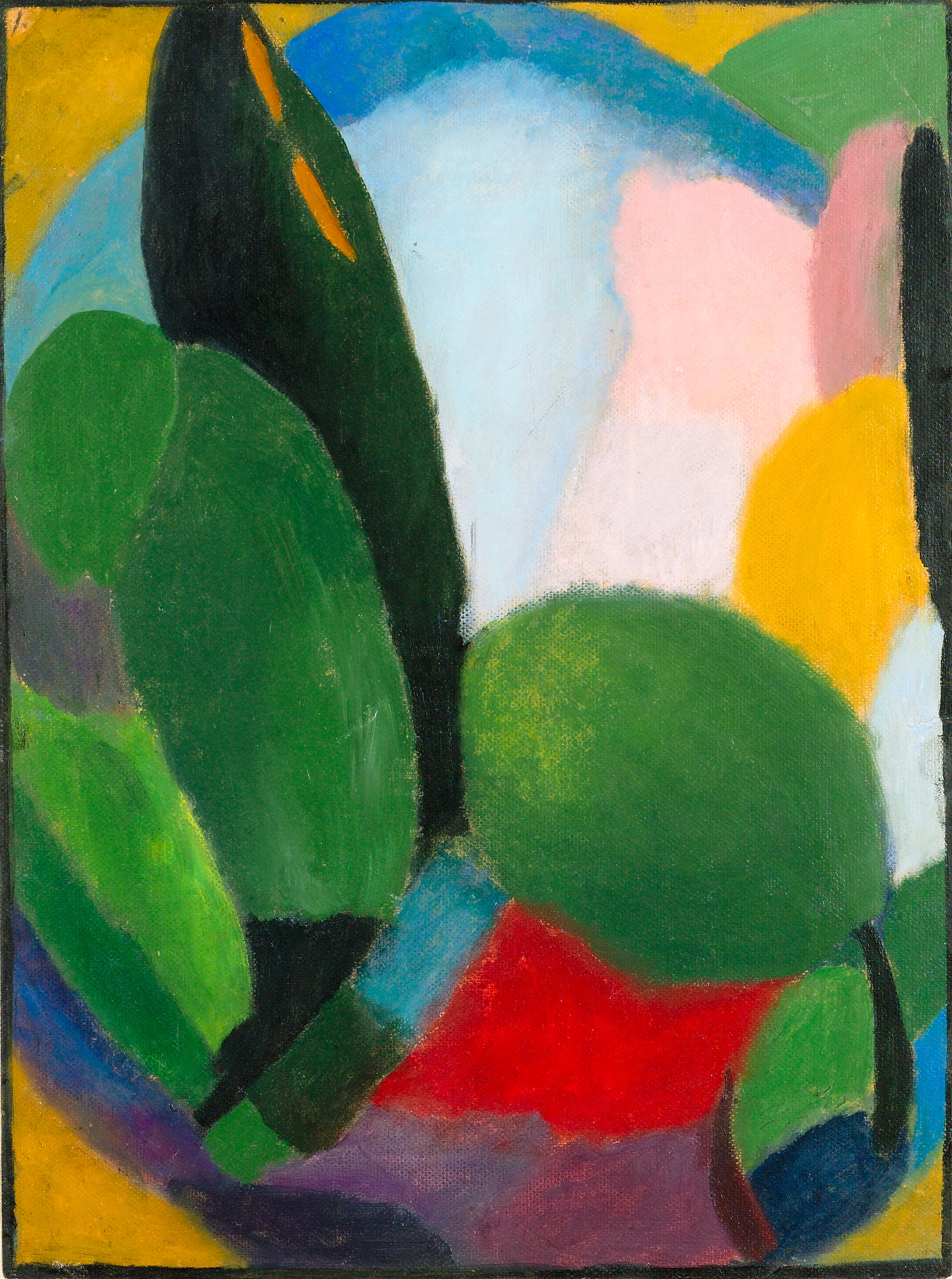
Variação, 1916
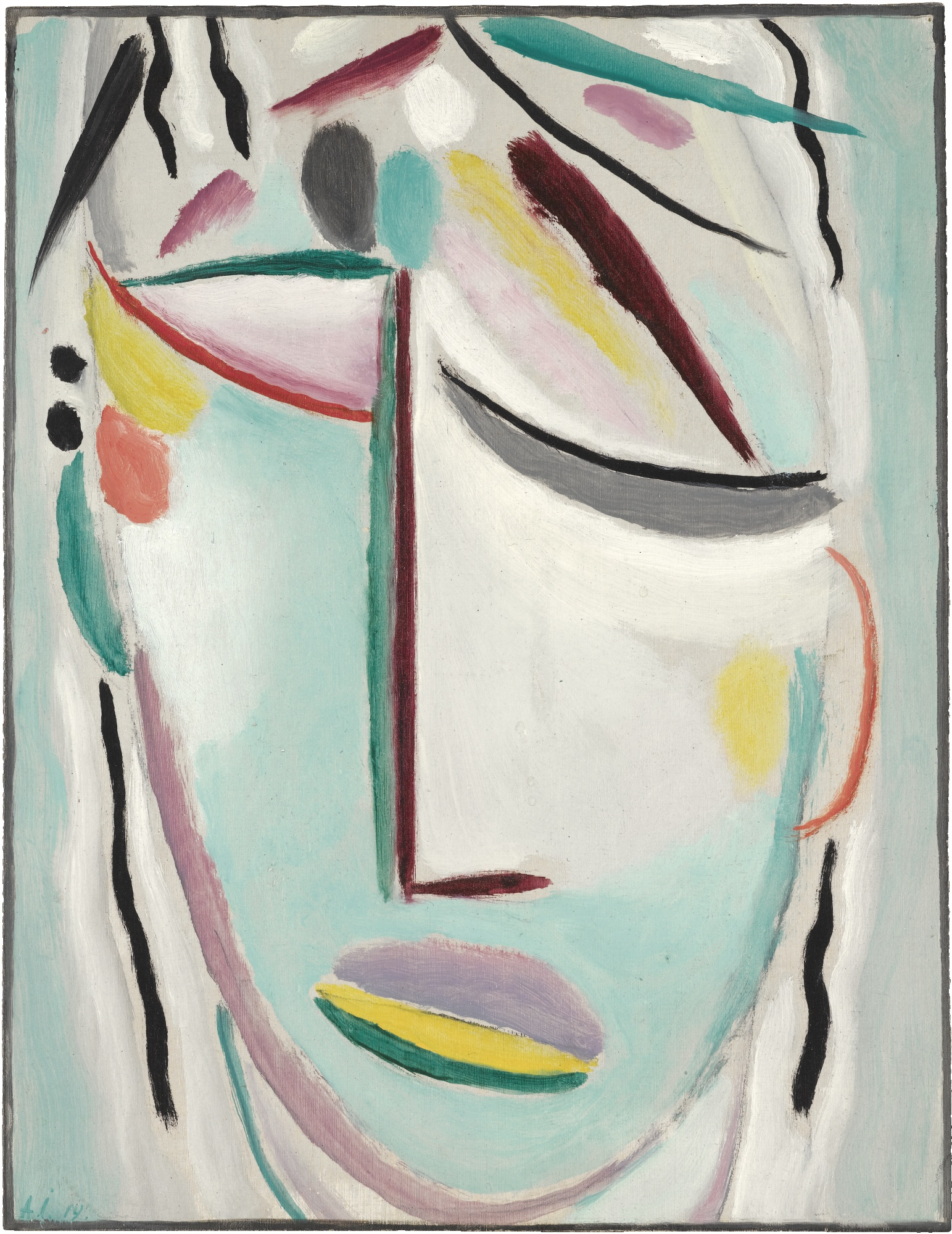
Face do Salvador: Mártir, 1919
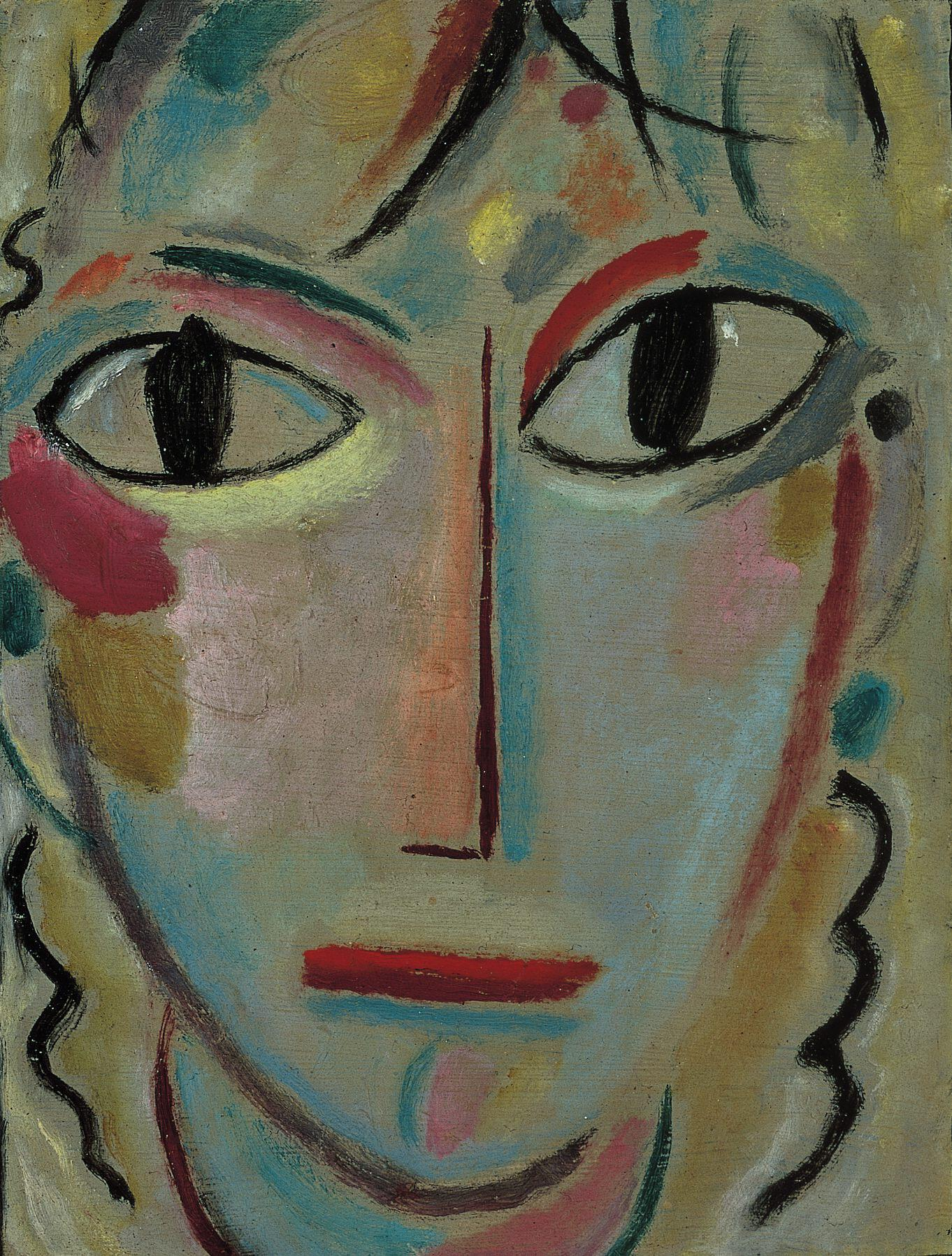
Astonishment, 1919, Norton Simon Museum, Pasadena, Califórnia
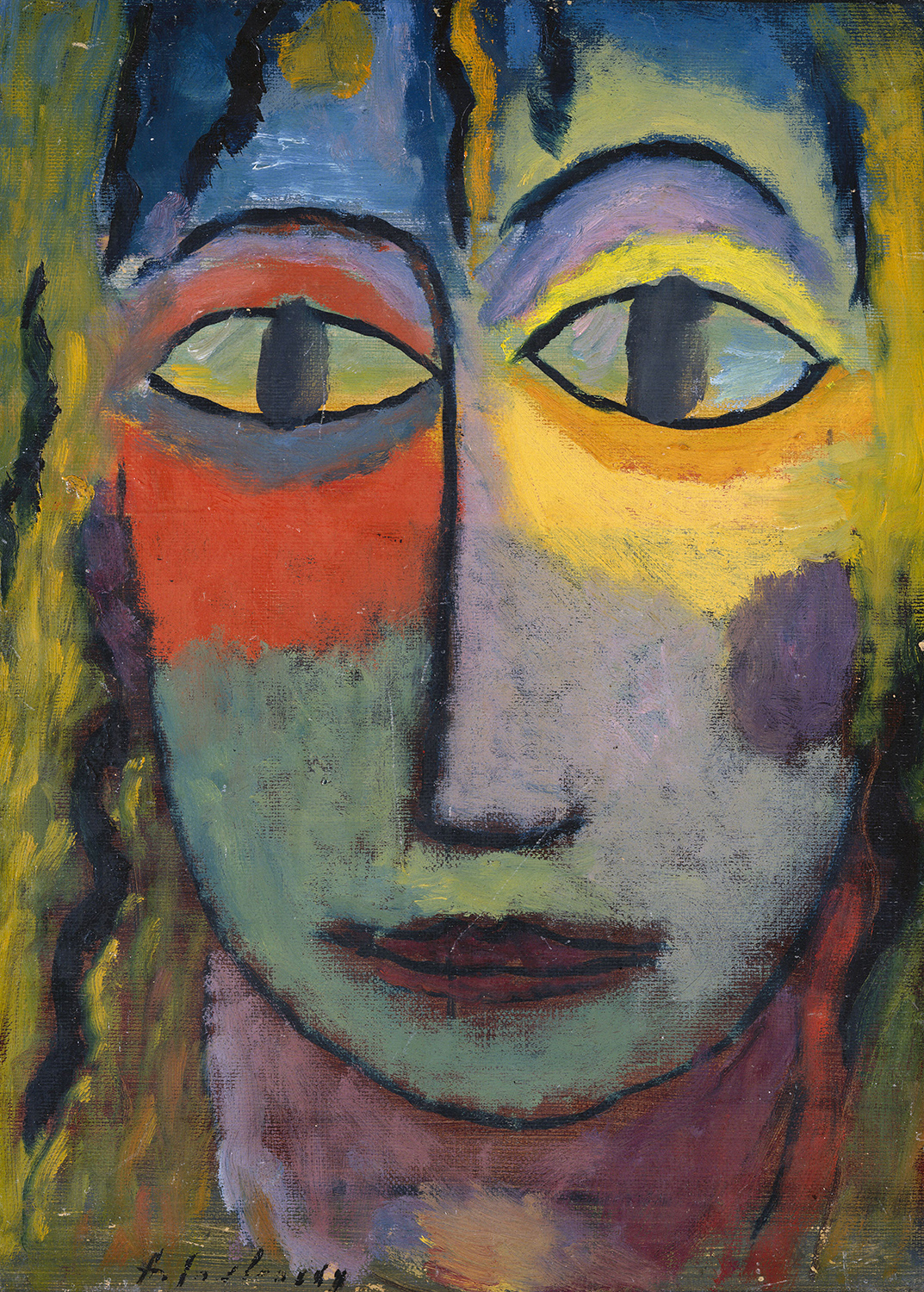
Medusa, 1923